# Neolophonotus carnifex
Neolophonotus carnifex là một loài ruồi trong họ Asilidae. Neolophonotus carnifex được Londt miêu tả năm 1988. Loài này phân bố ở vùng nhiệt đới châu Phi.